# Chris Kuper
Chris Kuper (Anchorage, 19 dicembre 1982) è un ex giocatore di football americano statunitense che ha giocato nel ruolo di offensive guard per tutta la carriera con i Denver Broncos nella National Football League (NFL). Fu scelto nel corso del quinto giro (161º assoluto) del Draft NFL 2006 dai Broncos. Al college ha giocato a football alla University of North Dakota.

## Carriera professionistica

### Denver Broncos
Kuper fu scelto nel corso del quinto giro del Draft 2006 dai Denver Broncos. Nella sua stagione da rookie disputò una sola partita. Trovò più spazio nell'annata successiva in cui disputò tutte le 16 partite della stagione regolare, 11 delle quali come titolare. Negli anni successivi divenne un titolare indiscusso della linea offensiva del Broncos. Il 4 giugno 2010, Kuper firmò un contratto quinquennale da 25 milioni di dollari con Denver, venendo nominato anche uno dei capitani offensivi della squadra. L'11 marzo 2014 annunciò il proprio ritiro.

## Vittorie e premi

### Franchigia
- American Football Conference Championship: 1

Denver Broncos: 2013

## Statistiche
| Partite totali      | 90 |
| Partite da titolare | 79 |
| Fumble recuperati   | 1  |